# KR Лебедя
KR Cyg — затменная переменная типа бета Лиры, расположенная в созвездии Лебедя.
Блеск в максимуме составляет 9,19 звёздной величины, в первичном минимуме — 10,00 звёздной величины, во вторичном — 9,37. Период переменности составляет около 0,845 суток, но он меняется со временем. Об этом свидетельствует вид диаграммы O−C, в которой наблюдаются колебания с периодом в 76 лет и амплитудой в 0,001 суток.
В статье E. Sipahi и др. указываются рассчитанные ими массы компонентов системы: они составляют соответственно 2,88 ± 0,20 M⊙ и 1,26 ± 0,07 M⊙, а средние радиусы компонентов (с учётом того, что они имеют несферическую форму из-за близости друг к другу) — 2,59 ± 0,06 R⊙ и 1.80 ± 0,04 R⊙.
Для этой пары наблюдается отражение звёздами света друг друга. Обнаруженные альбедо звёзд оказались ниже, чем предсказываются моделью с конвективными атмосферами звёзд.
Главная звезда системы имеет спектральный класс поздний B, либо ранний A — оценки, сделанные по цвету и эффективной температуре различаются.